# Dries Holten

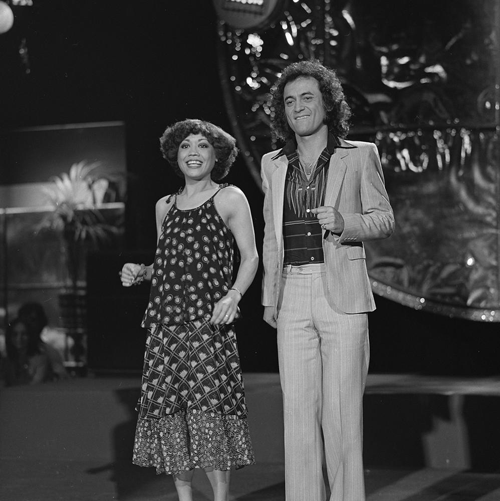
Rosy Perreira & Dries Holten (1977)

Dries Holten (* 30. Januar 1936 in Cimahi, Indonesien; † 15. April 2020 in Roosendaal) war ein niederländischer Sänger und Textdichter.

## Karriere
Von 1966 bis 1975 bildete er zusammen mit Sandra Reemer das Gesangsduo Sandra & Andres. Gemeinsam nahmen sie beim Eurovision Song Contest 1972 in Edinburgh für die Niederlande teil. Ihr Schlager Als het om de liefde gaat erreichte den vierten Platz. Von 1975 bis 1977 bildete er mit Rosy Perreira eine neue Gruppe unter dem Namen Rosy & Andres. Unter seinen Künstlernamen Andres oder Andy Wood veröffentlichte er auch Solostücke, darunter westliche Popversionen indonesischer Lieder.
Auch als Textautor war Holten aktiv: Er schrieb den Text für Immer wieder Sonntags des deutschen Schlagerduos Cindy & Bert aus dem Jahr 1973.

## Diskografie

### Alben
als Sandra & Andres
- 1969: Happy Together
- 1971: Let Us Sing Together
- 1971: Cantemos Juntos (Let Us Sing Together)
- 1972: Als Het Om De Liefde Gaat
- 1972: Was Soll Ich Tun?
- 1973: True Love
- 1974: Yum Yum

als Rosy & Andres
- 1976: My Love
- 1977: Come Closer
- 1978: Pasar Malam Souvenirs

### Singles
| Jahr                                  | Titel Album                               | Höchstplatzierung, Gesamtwochen, AuszeichnungChartplatzierungen (Jahr, Titel, Album, Platzierungen, Wochen, Auszeichnungen, Anmerkungen) | Höchstplatzierung, Gesamtwochen, AuszeichnungChartplatzierungen (Jahr, Titel, Album, Platzierungen, Wochen, Auszeichnungen, Anmerkungen) | Höchstplatzierung, Gesamtwochen, AuszeichnungChartplatzierungen (Jahr, Titel, Album, Platzierungen, Wochen, Auszeichnungen, Anmerkungen) | Höchstplatzierung, Gesamtwochen, AuszeichnungChartplatzierungen (Jahr, Titel, Album, Platzierungen, Wochen, Auszeichnungen, Anmerkungen) | Anmerkungen                                                                   |
| Jahr                                  | Titel Album                               | DE | AT | CH | NL | Anmerkungen                                                                   |
| ------------------------------------- | ----------------------------------------- | --- | --- | --- | --- | ----------------------------------------------------------------------------- |
| mit Sandra Reemer als Sandra & Andres |                                           | | | | |                                                                               |
|                                       |                                           | | | | |                                                                               |
| 1968                                  | Storybook Children Happy Together         | — | — | — | NL9 (13 Wo.)NL |                                                                               |
| 1970                                  | Let Us Pray Together Let Us Sing Together | — | — | — | NL5 (8 Wo.)NL |                                                                               |
| 1970                                  | Love Is All Around Let Us Sing Together   | — | — | — | NL5 (12 Wo.)NL |                                                                               |
| 1971                                  | Those Words Let Us Sing Together          | — | — | — | NL5 (10 Wo.)NL |                                                                               |
| 1971                                  | Que Je T’aime –                           | — | — | — | NL8 (7 Wo.)NL |                                                                               |
| 1971                                  | Mary Madonna –                            | — | — | — | NL12 (7 Wo.)NL |                                                                               |
| 1972                                  | Als Het Om De Liefde Gaat                 | — | — | — | NL3 (10 Wo.)NL |                                                                               |
| 1972                                  | What Do I Do –                            | DE46 (5 Wo.)DE | — | — | — |                                                                               |
| 1972                                  | Was soll ich tun Was soll ich tun?        | DE23 (8 Wo.)DE | — | — | — |                                                                               |
| 1972                                  | Mama mia –                                | DE35 (2 Wo.)DE | — | — | NL12 (6 Wo.)NL |                                                                               |
| 1972                                  | Auntie –                                  | — | — | — | NL4 (9 Wo.)NL | mit Hildegard Knef, Enrico Macias, Alice Babs, Demis Roussos & Vicky Leandros |
| 1973                                  | Aime-Moi (Love Me) True Love              | — | — | — | NL12 (6 Wo.)NL |                                                                               |
| 1973                                  | Dzjing Boem! Te-Ra-Ta-Ta True Love        | — | — | — | NL33 (4 Wo.)NL |                                                                               |
| 1974                                  | True Love                                 | — | — | — | NL21 (5 Wo.)NL |                                                                               |
| 1974                                  | You Believed True Love                    | — | — | — | NL14 (6 Wo.)NL |                                                                               |
| 1975                                  | Oh, Nous Sommes Très Amoureux –           | — | — | — | NL28 (2 Wo.)NL |                                                                               |
| mit Rosy Perreira als Rosy & Andres   |                                           | | | | |                                                                               |
|                                       |                                           | | | | |                                                                               |
| 1975                                  | Sausalito My Love                         | — | AT18 (4 Wo.)AT | — | NL6 (8 Wo.)NL |                                                                               |
| 1976                                  | I Was Born To Love My Love                | — | — | — | NL29 (3 Wo.)NL |                                                                               |
| 1976                                  | My Love                                   | DE20 (14 Wo.)DE | — | CH3 (12 Wo.)CH | NL3 (11 Wo.)NL |                                                                               |
| 1977                                  | I Believe In You Come Closer              | DE49 (1 Wo.)DE | — | — | NL26 (5 Wo.)NL |                                                                               |

grau schraffiert: keine Chartdaten aus diesem Jahr verfügbar